# San Ramón (Chili)
Pour les articles homonymes, voir San Ramon.
San Ramón est une commune du Chili faisant partie des quartiers sud de la capitale Santiago elle-même située dans la zone centrale du Chili. En 2016, sa population s'élevait à 99 860 habitants. La superficie de la commune est de 7 km2 (densité de 14266 hab./km2).Au cours des vingt dernières années la population a d'abord légèrement légèrement décru avant de revenir à son niveau de 1992. En 2016 San Ramón est la deuxième commune présentant la plus forte densité du Chili et de Santiago après Lo Prado. La création de la commune remonte à 1984. D'un point de vue administratif elle fait partie de la Province de Santiago, elle-même située dans la région métropolitaine de Santiago.
La commune est desservie par deux stations de la ligne 4A du métro de Santiago. Elle est traversée par l'avenue Américo Vespucio, le périphérique de la capitale. On trouve sur son territoire le parc de La Bandera.

Position de Cerrillos (en rouge) au sein de l'agglomération de Santiago.